# Rick Fisher (baloncestista)
Richard B. "Rick" Fisher (Denver, Colorado, 27 de octubre de 1948) es un exjugador de baloncesto estadounidense que disputó una temporada en la ABA. Con 1,98 metros de estatura, jugaba en la posición de ala-pívot.

## Trayectoria deportiva

### Universidad
Jugó dos años en el Community College de Denver antes de dar el salto a la División I de la NCAA con los Rams de la Universidad Estatal de Colorado, donde jugó una temporada, en la que promedió 10,4 puntos y 9,7 rebotes por partido.

### Profesional
Fue elegido en la vigésimo séptima posición del 1971 por Portland Trail Blazers, y también en el draft de la American Basketball Association en el puesto 31 por los Utah Stars, con los que fichó.